# È napulitana/Notte 'ncantata
È napulitana/Notte ‘ncantata, pubblicato nel 1961, è un singolo del cantante italiano Mario Trevi

## Storia
Il disco presenta due brani presentati alla manifestazione musicale Giugno della Canzone Napoletana del 1961. 
I brani sono È napulitana,  presentata da Mario Trevi e Giuseppe Negroni, e Notte 'ncantata, cover del brano presentato da Nilla Pizzi e Mara Del Rio.

## Tracce
Lato A
- E' napulitana (Cioffi-De Lutio)[1]

Lato B
- Notte ‘ncantata (Vian-Manetta)[2]

## Incisioni
Il singolo fu inciso su 45 giri, con marchio Durium- serie Royal (QCA 1193).
Direzione arrangiamenti: M° Roberto Pregadio – M° Eduardo Alfieri.